# Бородянський провулок
Бородя́нський прову́лок — провулок у Святошинському районі міста Києва, житловий масив Академмістечко. Пролягає від вулиці Гетьмана Кирила Розумовського до вулиці Академіка Кримського.

## Історія
Провулок виник у середині XX століття під такою ж назвою (на честь смт. Бородянка, Київська область). У 1970 році від нього було відокремлено вулицю Академіка Кримського.